# Teraponzio di Sofia
Teraponzio di Sofia, o Teraponzio di Trǎn (... – Sofia, 1555), è venerato come martire e santo.
Si festeggia il 27 maggio, insieme al santo martire Teraponzio di Sardica, ed è uno dei nove santi di Sofia.

## Biografia
Matteo il Grammatico scrisse nel XVI secolo:
Un pezzo di quella quercia è stato conservato come sacra reliquia nell'antica chiesa di Santa Petka la Vecchia, a Sofia, dove ogni anno, il 27 maggio, si celebra la memoria del martire.
Santo Paisij di Hilendar nella sua Storia slavo-bulgara scrisse:

## Immagini e luoghi di culto
Le immagini di San Teraponzio sono attestate a partire dal XIX secolo e si conservono in diversi centri di culto: 
- Icone nella chiesa di Santa Paraskeva a Sofia, a Pernik, e nella chiesa di Santa Petka a Trăn
- Affresco nella chiesa di San Dimităr nel villaggio di Jarlovci.

Nel distretto di Trăn e Godeč si tramandano usanze popolari legate al santo, che è venerato come guaritore e protettore dei raccolti. Si dice che nei pressi di Trăn esista una grotta che fu il suo santuario. 
Sempre a Trăn, vi fu una cappella dedicata a San Teraponzio, andata distrutta durante un incendio appiccato dai Turchi negli anni ’30 del XIX secolo.
Durante la Seconda Guerra Mondiale, e fino al 1957, la chiesa della Santa Trinità – costruita nel 1872 nel quartiere Slatina di Sofia – fu dedicata a San Teraponzio. Oggi è conosciuta come la chiesa della Santa Martire Mina. Secondo la tradizione agiografica, proprio lì il santo venne decapitato, lasciando supporre che fosse uno dei padri spirituali attivi nel monastero esistente in quell’epoca.

## Dubbi sulla storicità di San Teraponzio
Secondo alcuni opinioni presenti nella letteratura scientifica contemporanea, è possibile che un santo con il nome di Teraponzio non sia realmente esistito come figura storica autooma. Vi sarebbe infatti una sovrapposizione e fusione fra le personalità di San Teraponzio di Sardica e San Teraponzio di Sofia. 
A tale proposito, esistono pubblicazioni accademiche sulla nascita e diffusione del culto di San Teraponzio in Bulgaria, redatte da studiosi bulgari quali M. Lačev, G. Vălčinova, M. Stojanov e altri. 
Si può ipotizzare che Teraponzio di Sofia rappresenti una sorta di immagine collettiva del martirio bulgaro nella Bulgaria occidentale, nei primi anni successivi alla conquista ottomana. Tale figura sarebbe stata rielaborata e incarnata da Matteo il Grammatico in una narrazione agiografica concreta.